# ساندي أرشيبالد
ساندي أرشيبالد (بالإنجليزية: Sandy Archibald)‏ (6 سبتمبر 1897 في المملكة المتحدة - 29 نوفمبر 1946 في المملكة المتحدة) هو مدرب كرة قدم ولاعب كرة قدم بريطاني وإسكتلندي (وحمل سابقاً جنسية المملكة المتحدة لبريطانيا العظمى وأيرلندا) في مركز جناح ‏. شارك مع منتخب إسكتلندا لكرة القدم. أما مع النوادي، فقد لعب مع ريث روفرز ونادي رينجرز ورابطة كرة القدم الاسكتلندية الحادية عشر ‏.

## وصلات خارجية
- ساندي أرشيبالد على موقع الاتحاد الإسكتلندي (الإنجليزية)
- ساندي أرشيبالد على موقع قاعدة بيانات كرة القدم.إي يو (الإنجليزية)
- ساندي أرشيبالد على موقع ناشيونال فوتبول تيمز (الإنجليزية)
- ساندي أرشيبالد على موقع عالم كرة القدم.نت (الإنجليزية)